# Equivalentieschaal
Een equivalentieschaal of equivalentiefactor wordt in de economie gebruikt voor de berekening van het gestandaardiseerde inkomen. Het gestandaardiseerde inkomen wordt verkregen door het totale besteedbare huishoudinkomen te delen door een equivalentieschaal. De equivalentieschaal geeft daabij aan hoe zwaar ieder lid van het huishouden meetelt in de equivalente huishoudgrootte.

## Gebruik
Het doel van een equivalentieschaal is om het besteedbare inkomen van een huishouden te vertalen naar het gestandaardiseerde inkomen van de leden van dat huishouden. De meest eenvoudige manier om deze vertaalslag te maken is door het besteedbare inkomen te delen door de huishoudgrootte, men verkrijgt dan het per-capita huishoudinkomen. Deze manier houdt echter geen rekening met de mogelijk schaalvoordelen van grotere huishoudens noch met de manier waarop die schaalvoordelen afhangen van de leeftijd van de bewoners. Schaalvoordelen uiten zich bijvoorbeeld in het feit dat de grootte van een woonhuis geen gelijke tred houdt met de grootte van het gezin of dat kinderkamers minder ruimte nemen dan de kamer van volwassenen. Equivalentieschalen corrigeren hiervoor door verschillende gewichten toe te kennen aan grotere huishoudens of aan jongere of oudere bewoners.

## Definitie
Een algemene manier waarop het besteedbare huishoudinkomen wordt gestandaardiseerd is als volgt:
{\displaystyle G={\frac {B}{(\alpha V+\beta K)^{\theta }}}}
Hierbij is {\displaystyle G} het gestandaardiseerd inkomen, {\displaystyle B} het besteedbaar huishoudinkomen, {\displaystyle \alpha } het gewicht voor volwassenen {\displaystyle V}, {\displaystyle \beta } het gewicht voor kinderen {\displaystyle K}, en {\displaystyle \theta } de equivalentie-elasticiteit. Het ligt voor de hand een equivalentie-elasticiteit tussen de 0 en 1 te kiezen. Een waarde groter dan 1 zou impliceren dat huishoudens schaalnadelen ervaren, een waarde van precies 1 dat er schaalvoordelen noch schaalnadelen optreden, een waarde van precies 0 dat huishoudinkomen functioneert als clubgoed, en een waarde kleiner dan 0 dat het toevoegen van gezinsleden automatisch de welvaart vergroot.
Het woord equivalentiefactor verwijst naar het geheel aan termen in de noemer.

## Voorbeelden

### Per-capita inkomen
Het per-capita huishoudinkomen oftewel het huishoudinkomen per hoofd van het huishouden wordt berekend door het besteedbare huishoudinkomen te delen door het aantal leden van het huishouden. Dat impliceert een equivalentieschaal waarbij {\displaystyle \alpha =\beta =\theta =1,0}. De aanname is dan dat alle leden van het huishouden tellen even zwaar tellen en dat er geen schaalvoordelen zijn. Het per-capita inkomen wordt vaak gebruikt omdat het eenvoudig is te bereken en te interpreteren.

### OESO-schaal
De OESO-schaal, oude OESO-schaal of Oxford schaal werkt als volgt. Volwassenen worden gedefinieerd als gezinsleden van 14 jaar of ouder en kinderen als gezinsleden onder de 14. De eerste volwassene in een huishouden krijgt een gewicht van 1, alle extra volwassenen krijgen een gewicht van 0,7, en kinderen krijgen een gewicht van 0,5. Met andere woorden, {\displaystyle \alpha =1,0} of {\displaystyle 0,7;\beta =0,5;\theta =1,0}. Schaalvoordelen zijn verwerkt in het feit dat extra volwassenen minder zwaar meetellen. De OESO-schaal wordt zelden meer gebruikt.

### Gewijzigde OESO-schaal
De gewijzigde OESO-schaal werkt als volgt. Volwassenen worden gedefinieerd als gezinsleden van 14 jaar of ouder en kinderen als gezinsleden jonger dan 14. De eerste volwassene in een huishouden krijgt een gewicht van 1, alle extra volwassenen een gewicht van 0,5, en kinderen een gewicht van 0,3. Met andere woorden, {\displaystyle \alpha =1,0} of {\displaystyle 0,5;\beta =0,3;\theta =1,0}. Schaalvoordelen zijn verwerkt in het feit dat extra volwassenen minder zwaar meetellen. De gewijzigde OESO-schaal wordt veel toegepast door internationale organisaties, waaronder de OESO en Eurostat.

### Vierkantswortelschaal
De vierkantswortelschaal of simpelweg wortelschaal werkt als volgt. Het besteedbare huishoudinkomen wordt gedeeld door de wortel van de huishoudgrootte. Er wordt daarbij geen onderscheid gemaakt tussen kinderen en volwassenen. Met andere woorden, {\displaystyle \alpha =1,0;\beta =1,0;\theta =0,5}. Schaalvoordelen komen naar voren doordat de equivalente huishoudgrootte een wortelfunctie is van de daadwerkelijke huishoudgrootte. Deze schaal is populair omdat er alleen informatie nodig is over de huishoudgrootte en niet over de gezinssamenstelling. De wortelschaal wordt veel toegepast in wetenschappelijk onderzoek, alsmede door een aantal internationale organisaties zoals de Wereldbank.

### CBS-schaal
De CBS-schaal combineert elementen van de bovenstaande schalen. Volwassenen worden gedefinieerd als gezinsleden van 18 jaar of ouder en kinderen als gezinsleden jonger dan 18. Volwassenen krijg en een gewicht van 1, kinderen een gewicht van 0,8. Het besteedbare huishoudinkomen wordt vervolgens gedeeld door de wortel van deze gewogen huishoudgrootte. Met andere woorden, {\displaystyle \alpha =1,0;\beta =0,8;\theta =0,5}. De equivalentiefactoren voor huishoudens met een veel voorkomende samenstelling wijkt van deze formule af, omdat onderzoek heeft aangetoond dat hun schaalvoordelen daar niet mee overeenkomen. Voor die huishoudens hanteert het CBS de volgende equivalentiefactoren:
| Volwassenen \ kinderen | 0    | 1    | 2    | 3    | 4    |
| ---------------------- | ---- | ---- | ---- | ---- | ---- |
| 1                      | 1,00 | 1,33 | 1,51 | 1,76 | 1,95 |
| 2                      | 1,37 | 1,67 | 1,88 | 2,06 | 2,28 |

De CBS-schaal wordt gebruikt door Nederlandse overheidsinstellingen en door sommige Nederlandse wetenschappers.